# Liste des aéroports les plus fréquentés en Géorgie
Cet article dresse la liste des aéroports les plus fréquentés de Géorgie . 

## Statistiques
Pour des raisons techniques, il est temporairement impossible d'afficher le graphique qui aurait dû être présenté ici.

Voir la requête brute et les sources sur Wikidata.